# Ilam (huyện)
Ilam (tiếng Nepal:इलाम) Listenⓘ là một huyện thuộc khu Mechi, vùng Đông Nepal, Nepal. Huyện này có diện tích 1703 km², dân số thời điểm năm 2001 là 282806 người.

## Dân số
Biến động dân số giai đoạn 1952-2001:
| Năm    | 1952   | 1961   | 1971   | 1981   | 1991   | 2001   | 2011   |
| ------ | ------ | ------ | ------ | ------ | ------ | ------ | ------ |
| Dân số | 112848 | 124525 | 139538 | 178356 | 229214 | 282806 | 290254 |